# Klemm Kl 35
Die Klemm Kl 35 war ein im Auftrag des Reichsluftfahrtministeriums (RLM) entwickeltes Schul- und Sportflugzeug der Leichtflugzeugbau Klemm GmbH, das als Nachfolger der weltweit bekannt gewordenen L bzw. Kl 25 in den 1930er und 1940er Jahren in der klassischen Klemm-Bauart als freitragender Tiefdecker gebaut wurde.
Das voll kunstflugtaugliche Flugzeug wurde erstmals im Oktober 1935 auf der Internationalen Luftfahrtschau in Mailand gezeigt und fand auch bald Interesse bei vielen Privatleuten und ausländischen Luftstreitkräften, wie den rumänischen und den ungarischen, sowie bei der schwedischen Flygvapnet, die allein 74 Flugzeuge kaufte und sie als Sk 15 zur Schulung einsetzte. Wenigstens fünf davon waren Schwimmerflugzeuge. Zu einem Lizenzbau im Ausland kam es jedoch nicht.

## Geschichte
Das Flugzeug wurde 1934 im Auftrag des Reichsluftfahrtministeriums (RLM) entworfen, wobei Friedrich Fecher für die Konstruktion verantwortlich zeichnete. Angewendet wurde die sogenannte Gemischtbauweise, wobei Stahl für den Rumpf, Holz für Flügel und Leitwerke und nur wenig Leichtmetall für Verkleidungen eingesetzt wurde. Es war die Bauweise, die zu dieser Zeit beim RLM wegen der allgemeinen Materiallage am meisten geschätzt wurde.
Die Maschine tauchte im Flugzeugentwicklungsprogramm vom 1. Februar 1935 erstmals auf. Darin wurde die Flugklarstellung beim Hersteller mit 1. März und die Ablieferung an die E-Stelle (Erprobungsstelle) Rechlin mit 1. Juni als Soll genannt. In Wirklichkeit flog aber der damalige Chefpilot von Klemm, Werner Marczinski, mit der V1, Werknummer (Wnr.) 959, Kennzeichen D-EHXE, bereits im Februar, wobei das genaue Datum nicht bekannt ist.
Nach Rechlin dürfte das Flugzeug auch nach Zeitplan gekommen sein. Doch dann gab es einen Rückschlag. Bereits am 19. Juli stürzte die V1 während der Erprobung nach einem Flügelbruch bei Vietzen unweit Rechlin ab, wobei beide Insassen, Angehörige der E-Stelle, ums Leben kamen. Als nicht ganz befriedigende Antwort auf die Frage nach der Ursache kam Materialfehler heraus. Die weitere Erprobung musste nun mit der V2 durchgeführt werden, welche die Wnr. 960 und das Kennzeichen D-ERQA hatte. Sie war anscheinend zum Zeitpunkt des Absturzes bereits in Rechlin, doch wurde die Ermittlung der Flugeigenschaften und Leistungen, sowie die Erprobung des Motors offensichtlich erst Anfang September aufgenommen. Laut Plan sollten diese Versuche bis Ende März 1936 abgeschlossen sein.

## Produktion
Die Ergebnisse scheinen zufriedenstellend ausgefallen zu sein, denn nach dem Lieferplan Nr. 3 vom Juli 1936 waren bereits 23 Flugzeuge zwischen Januar und September 1937 mit einer bis auf 3 Maschinen pro Monat ansteigenden Rate zu liefern. Bemerkenswert ist, dass Klemm in etwa der gleichen Zeit aber auch 26 Stück Fw 44 zu bauen hatte. Das konnte er allerdings mit List vermeiden, indem er den Auftrag an sein neues Werk in Halle abschob. Es spricht alles dafür, dass beim RLM bereits zu dieser Zeit nach einem Lizenznehmer für die Kl 35 gesucht wurde, der dann auch in Gerhard Fieseler gefunden wurde. In dessen Kasseler Werk wurden, neben seinen gerade in Serie gehenden Störchen, auch noch He 72 und Fw 58 C gebaut.
Der Auftrag für die Kl 35 umfasste im Lieferplan Nr. 4 vom 1. Oktober 1936 bereits 119 bei Klemm zu bauende Flugzeuge und 105 bei Fieseler. Zum 1. September (L.P. 6) wurden die Fertigungszahlen erneut erhöht, für Klemm jetzt auf 229, darin enthalten 57 Kl 35 A mit HM 60 R, von denen die letzten 12 bis zum Ende des Folgemonats abzuliefern waren. Die Zahl der von Fieseler zu bauenden Flugzeuge, alle in der Ausführung B, betrug jetzt 142, von denen die ersten vier im Januar 1938 zur Abnahme bereitstehen sollten. Vom März an hatte dann sowohl Klemm als auch Fieseler pro Monat je 10 Stück zu liefern. Am Stichtag 15. August 1938 war der Auftrag an Klemm auf nun 313 Stück erhöht, von denen 40 bereits fertig waren. Auch Fieseler hatte 21 von den bestellten 142 Kl 35 B geliefert. Dafür hatte die Firma die Werknummern ab 4001 bis zunächst 4199 festgelegt. Die erste davon erhielt das Flugzeug Kl 35 B mit dem Kennzeichen D-ENBH. Weil diese Menge an Werknummern am Ende nicht ausreichte, wurde sie, beginnend bei 4500 oder 4501, weitergeführt, offensichtlich bis 4665. Für jede abgelieferte Maschine hatte das RLM damals einen Betrag von RM 17.500,- zu bezahlen.
Dass die Fertigung der Kl 35 weiter erhöht wurde, nun aber bereits in der Ausführung D mit serienmäßigem Dreibeinfahrwerk, geht aus dem Lieferplan Nr. 10 vom 24. Januar 1939 hervor. Darin wird, allerdings ohne Herkunftsangabe, die Zahl der bereits gelieferten Flugzeuge mit 332 angegeben, während die Planung bis zu einer Gesamtzahl von 1386 geht, die im März 1942 hätte erreicht werden sollen. Dass diese Zahl, aber auch das Datum, nur Theorie blieb, dafür sorgte u. a. die Bücker Bü 181, die einen Monat nach der Herausgabe der Planung ihren Erstflug machen sollte.
Mit dem Auslauf der Fertigung bei Fieseler im November 1939, nach 365 Stück, hatte das RLM in der tschechischen Firma Zlín, einer Tochterfirma des Schuhkonzerns Bata, einen neuen Lizenznehmer für die Fertigung der Kl 35 D gefunden. Diese Firma sollte bis zum August 1942 noch 323 Flugzeuge bauen, so dass bis zur endgültigen Einstellung der gesamten Fertigung im Mai 1943 von allen drei beteiligten Firmen insgesamt 1341 Kl 35 für die Luftwaffe gebaut worden wären. Der Auftrag für Zlín scheint aber zu Gunsten der dort neu anlaufenden Fertigung von Bü 181 um 39 Flugzeuge gekürzt worden zu sein, so dass sich als Endergebnis die Zahl von 1302 für die Luftwaffe gebauter Maschinen ergibt, wie sie aus dem Flugzeugprogramm 223/1 vom 15. August 1943 hervorgeht. Hinzu kommen allerdings noch die für Privat und zum Export gebauten Flugzeuge, über die bisher keine Zahlen bekannt geworden sind. Fast 700, um auf die in der Literatur zu findende Gesamtzahl von rund 2000 zu kommen, können es niemals gewesen sein.
Bauzahlen der Klemm Kl 35:
| Hersteller | 1935 | 1936 | 1937 | 1938 | 1939 | 1940 | 1941 | 1942 | 1943 | Summe |
| ---------- | ---- | ---- | ---- | ---- | ---- | ---- | ---- | ---- | ---- | ----- |
| Klemm      | 3    | 17   | 53   | 201  | 186  | 174  | 74   | 6    | 21   | 735   |
| GFW        |      |      |      | 90   | 92   | 182  | 1    |      |      | 365   |
| Zlín       |      |      |      |      |      | 54   | 175  | 100  |      | 329   |
| SUMME      | 3    | 17   | 53   | 291  | 278  | 410  | 250  | 106  | 21   | 1429  |

Im RLM-Auftrag wurden sieben Flugzeuge als Nullserie, 57 mit dem Motor HM 60 (A-Serie) und 1302 mit dem Motor HM 504 (B- und D-Serie), zusammen 1366 Kl 35, geliefert. Beim Rest handelt es sich um Privatverkäufe und die zwei Prototypen.

### Exporte
Die Exporte sind teilweise der RLM-Serie entnommen. Die Produktion seit August 1942 war ausschließlich für den Export bestimmt.
Exporte der Klemm Kl 35:
| Land     | 1936 | 1937 | 1938 | 1939 | 1940 | 1941 | 1942 | 1943 | Summe |
| -------- | ---- | ---- | ---- | ---- | ---- | ---- | ---- | ---- | ----- |
| Norwegen | 1    |      |      |      |      |      |      |      | 1     |
| Schweden | 1    |      |      | 8    | 57   | 30   |      |      | 96    |
| Dänemark |      |      | 1    |      |      |      |      |      | 1     |
| Ungarn   | 2    |      |      |      | 1    | 1    |      | 2    | 6     |
| Slowakei |      |      |      |      |      | 10   | 15   |      | 25    |
| Rumänien | 6    |      | 12   | 6    |      | 11   | 14   | 19   | 68    |
| Litauen  |      |      | 1    | 2    |      |      |      |      | 3     |
| SUMME    | 10   | 0    | 14   | 16   | 58   | 52   | 29   | 21   | 200   |

Die Lieferungen an Schweden bestanden aus 22 zivilen und 74 Flugzeugen (geliefert 1940 und 1941) für die schwedische Luftwaffe. Für den zivilen Inlandsmarkt hatte Klemm 13 Werknummern gebaut (1062–1063, 1068, 1141, 1143–1144, 1235–1236, 1239, 1506, 1523, 1580, 1660). Norwegen erhielt die W.-Nr. 1142 LN-EAV, Dänemark W.-Nr. 1521 OY-DYO, Litauen die W.-Nr. 1522, 1573–1574, Rumänien die W.-Nr. 1030, 1060–1061, 1064–1067, 1145, 1231–1234, 1237–1238, 1503–1505, 1507, 1518–1519, 1560–1564. Für Ungarn ist nur die W.-Nr. 1028 vermerkt.

## Konstruktion

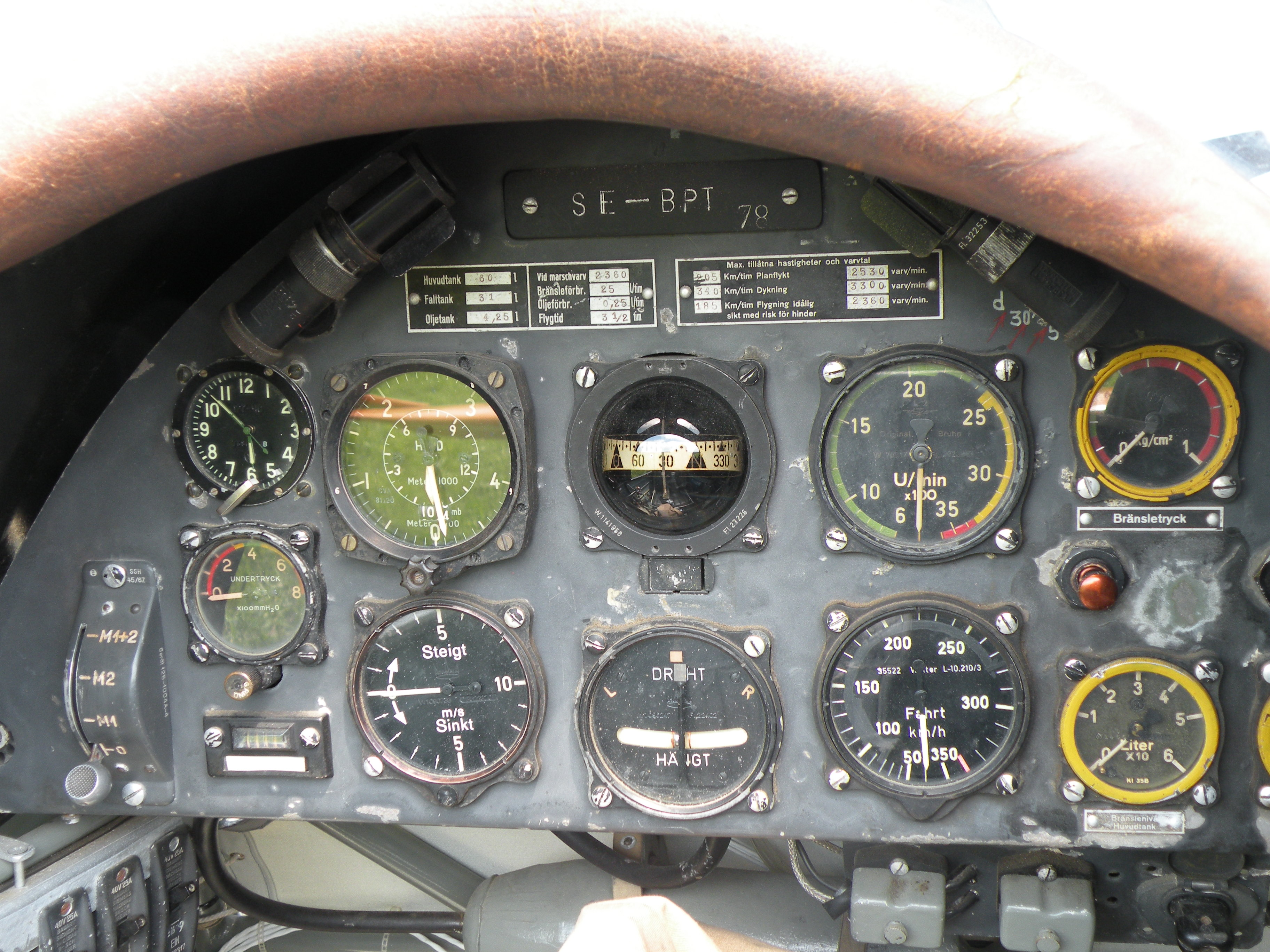
Blick ins hintere Cockpit einer Kl 35

Vom Vorgängermuster Kl 25 wich der neue Entwurf in vielen Punkten ab. An die Stelle der bisherigen reinen Holzkonstruktion des Rumpfes war ein geschweißtes Stahlrohrfachwerk mit rechteckigem Querschnitt getreten, das mit Hilfe von Formgebungsleisten aus Holz in eine ovale Form gebracht wurde, wobei die halbrunde Rückenverkleidung nach Lösen einiger Schrauben für Wartungszwecke abnehmbar war. Im Rumpf untergebracht waren zwei offene Sitze hintereinander, von denen der hintere auch während des Fluges in der Höhe verstellbar war, während der vordere nur am Boden in drei verschiedenen Positionen eingestellt werden konnte. Eine feste Abdeckung der beiden Sitze war auf Wunsch verfügbar. Steuerknüppel (der vordere herausnehmbar) und Pedale waren an beiden Sitzen vorhanden, die mechanischen Radbremsen konnten aber nur vom hinteren Sitz aus betätigt werden. Auch die Instrumentierung war hinten etwas umfangreicher. Fest angeschweißt am Rumpfgerüst war das Flügelmittelstück in leicht negativer V-Stellung, wodurch der charakteristische Knick des Tragwerks entstand. Im linken Teil war ein verschließbarer Gepäckraum vorhanden, im rechten ein Kraftstoffbehälter.

### Fahrwerk
Das elegant wirkende Flugzeug hatte, zumindest in den Ausführungen A und B, ein festes, verkleidetes Einbeinfahrwerk mit gedämpften Dowty-Federbeinen von EC Bad Cannstatt. Der Schleifsporn war gummigefedert. Das Einbeinfahrwerk war an späteren Flugzeugen gegen ein einfaches und robusteres Dreibeinfahrwerk mit EC-Federung austauschbar, das dann bei der Ausführung D serienmäßig verwendet wurde. Umgekehrt war aber auch das letztere wieder in die Einbeinform zurückänderbar. Auch Schwimmer oder Schneekufen konnten verwendet werden.

### Trag- und Leitwerk
Das Tragwerk war zweiholmig ganz in Holz ausgeführt, im vorderen Teil mit Sperrholz beplankt, sonst mit Stoff bespannt. Jeweils vier Steckbolzen verbanden die Außenflügel mit dem Mittelstück. Letzteres konnte, dank stärkerem Sperrholz, betreten werden.
Das einfache Leitwerk aus Holz war sperrholzbeplankt, die Höhenflosse durch eine Strebe zum Rumpfuntergurt abgestützt. Alle Ruder waren aus Holz und mit Stoff bespannt. An beiden Höhenruderhälften saßen hinten einstellbare Trimmruder, während das Seiten- und die Querruder Bügelkanten hatten. Die Trimmung konnte von beiden Sitzen aus bedient werden. Höhen- und Querruder waren massenausgeglichen und durch Stoßstangen zu betätigen, während für das Seitenruder Seilzüge verwendet wurden. Landeklappen gab es nicht.

### Antrieb

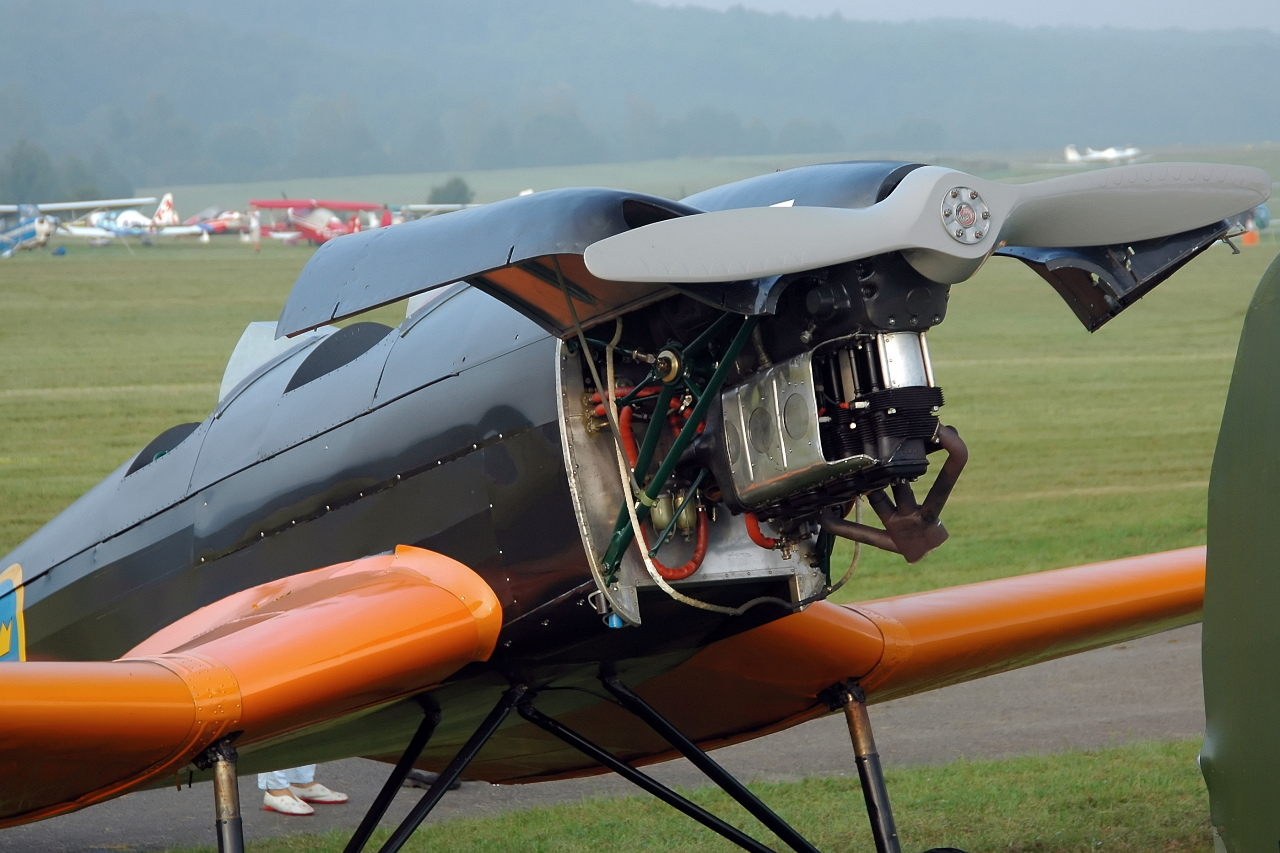
Hirth HM 504 in schwedischer Kl 35 D, SE-BPU

Als Triebwerk fand bei der Ausführung A noch der Hirth HM 60 R Verwendung, während in alle späteren Ausführungen HM 504 A 2 eingebaut wurden. Die gesamte Motorverkleidung war mit dem Motor verbunden und schwang mit diesem mit. Sie konnte leicht abgenommen werden. Die beiden Motorträger links und rechts waren identisch und somit austauschbar. Der Motor war darin in Gummischwinglagern aufgehängt. Er konnte mit einer Handkurbel gestartet werden, die an der Führersitzseitenwand befestigt war. Der Rumpf-Kraftstoffbehälter mit 31 Litern als Falltank war zwischen Brandspant und vorderem Sitz eingebaut, während der Hauptbehälter mit 60 Litern im rechten Flügelmittelstück saß. Ein eigener Schmierstoffbehälter war nicht notwendig, da sich der gesamte Vorrat von 4,25 l im Motor befand. Bei einer Reihe der nach Schweden gelieferten Flugzeuge war anstelle des Gepäckraums ein zweiter, 60 Liter fassender Kraftstoffbehälter eingebaut.

### Weitere Ausführungen
Es fällt auf, dass auf die Ausführung Kl 35 B gleich die D folgt, der Buchstabe C somit fehlt. Es gab, wenn auch nur für kurze Zeit, ein Flugzeug, das die Bezeichnung Klemm Kl 35 C trug. Die Besonderheit daran war, dass es anstelle des Stahlrohrrumpfes einen in der von Hanns Klemm entwickelten sogenannten Teilschalenbauweise ganz aus Holz gefertigten Rumpf besaß. Wegen dieses grundsätzlich anderen Aufbaus wurde das Flugzeug bald umbenannt in Klemm Kl 106 und unter dieser Bezeichnung weiterentwickelt.
Es gab schließlich auch noch eine Ausführung Klemm Kl 35 E, die sich durch die Verwendung des Motors HM 500 anstelle des HM 504 unterschied. Dafür hatte das RLM am 1. November 1940 (L.P.18) bereits eine Bestellung über 102 Stück herausgegeben, die aber dann, wohl auch wieder wegen der anlaufenden Serie der Bü 181, zurückgezogen wurde. Dennoch war ein Flugzeug mit dieser Bezeichnung und dem Kennzeichen D-EGJK bei der Erprobungsstelle Travemünde im Juli 1941 an vorhanden. Travemünde war auch schon 1937 in die Erprobung und Zulassung eines Flugzeugs Kl 35 A W (W für Wasser) eingeschaltet, das mit Schwimmern ausgestattet als Wnr.1183 mit dem Kennzeichen LN-EAV nach Norwegen geliefert wurde.
In den 1960er Jahren bot die Wolf Hirth GmbH in Nabern einen Modernisierungsumbau für die in Deutschland wieder im Einsatz befindlichen Klemm Kl 35 an. Vorgesehen war dabei der Einbau des 160 PS starken, tschechischen Walter Minor anstelle des Hirth-Motors. Außerdem erhielt die modernisierte Kl 35 ein Ölfederbein und einen überarbeiteten Flügel ohne die markante V-Stellung der Kl 35. Die Wolf Hirth GmbH bot die umgerüstete Klemm Kl 35 als Klemm Kl 35-D160 oder Kl 35 Special zu einem Preis von 72.000 DM an. Lediglich zwei Klemm Kl 35 wurden umgerüstet, von denen WNr. 2013, D-ECIC, noch heute flugfähig im Einsatz ist.
Als Sonderausführung entstand 1942 eine Klemm Kl 35, D-EXCM, bei der Deutschen Forschungsanstalt für Segelflug, die für Versuchsflüge mit Fluggespannen herangezogen wurde. Der 105 PS starke Motor erwies sich für einen Gespannflug mit einer DFS 230 allerdings als zu schwach. Später wurden bei Klemm in Böblingen tragflächengekoppelte Klemm Kl 35 getestet. Eine weitere Sonderausführung der Klemm Kl 35 während des Kriegs war ein Flugzeug mit auf den Tragflächen montierten Personenbehältern, die für Ambulanz- oder aber auch für Spionageflüge eingesetzt werden konnten. Auch bei der Deutschen Versuchsanstalt für Luftfahrt wurden Klemm Kl 35 in modifizierter Form für zahlreiche Versuchsexperimente umgerüstet.

## Rekorde und Wettbewerbe

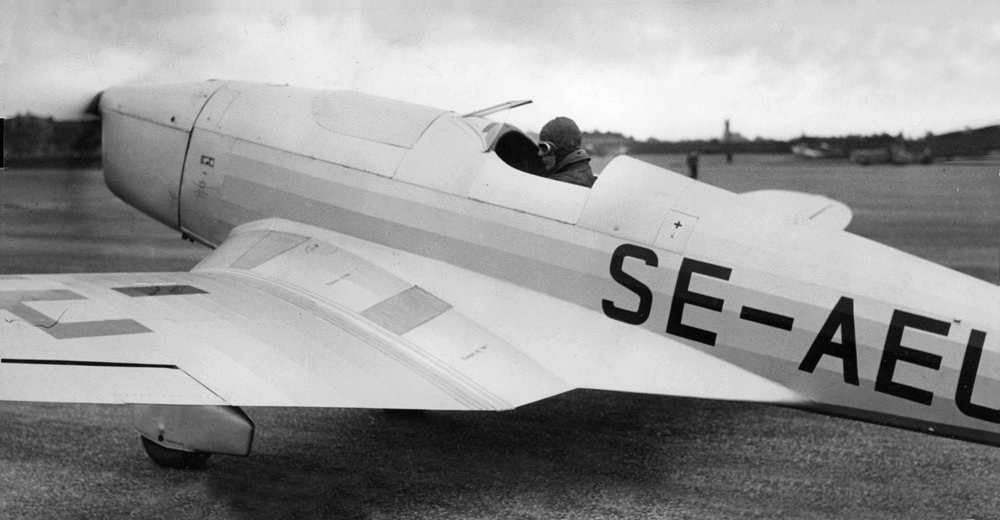
Schwedische Kl 35 A, 1936

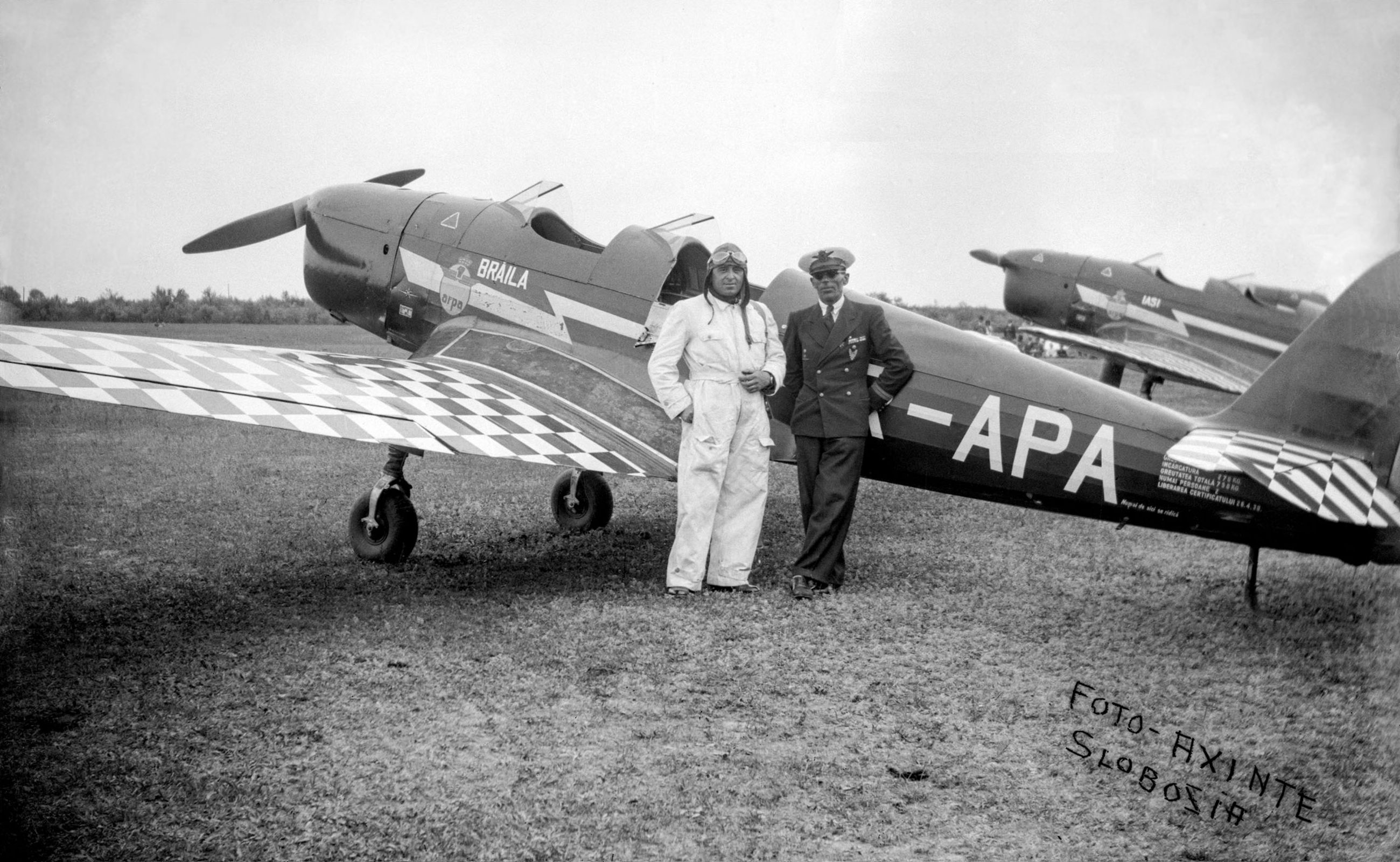
Rumänische Kl 35 (YR-APA), 1938

Eine weite Verbreitung in den Luftsportorganisationen fand die Klemm Kl 35 erst nach Aufnahme der Großserienproduktion ab 1937/38. Erst ab 1938 waren Kl 35 in Verbandsstärke auf Wettbewerben vertreten, während im Sommer 1939 die großen deutschen Wettbewerbe wegen der sich abzeichnenden Kriegsbedrohung nicht mehr in vollem Umfang stattfanden. In ihrer kurzen Periode als Wettbewerbsflugzeug gelangen mit der Klemm Kl 35 keine herausragenden Erfolge, zum Teil erwiesen sich die weiterentwickelten Klemm L 25d/e als bessere Wettbewerbsflugzeuge.
- Sternflug zur Olympiade 1936 nach Rangsdorf, 29. Juli 1936: Teilnahme von 4 Vertriebsflugzeugen Klemm Kl 35 A. Rall belegte mit WNr. 1062, D-EABU Platz 2 in der Gesamtwertung bei 180 Teilnehmern, Kalkstein belegte mit einer Kl 35 der Nullserie Platz 4.
- Internationaler Sternflug zur Olympiade 1936, 29. Juli 1936: Der Schwede Simonsson belegte mit Kl 35A, WNr. 1029, SE-AEU, Platz 4 unter 54 Teilnehmern, der Ungar Budzay belegt mit Klemm Kl 35A, WNr. 1028, Platz 6
- Internationales Flugtreffen in York, 4. Juni 1937: Taxis und Ruch mit Kl 35A, WNr. 1068, D-ERSI, gewannen den Wettbewerb mit einer Durchschnittsgeschwindigkeit von 189,03 km/h
- Holländische Kunstflugmeisterschaft 1937, Juni 1937: Kalkstein wurde mit einer Kl 35 niederländischer Vize-Kunstflugmeister
- Deutschlandflug 1937, Juni 1937: ohne Kl-35-Verbandsteilnahme, Taxis und Voy mit Kl 35A, WNr. 1068, D-ERSI, gewannen den Sternflug für Sportflieger mit 21 Teilnehmern
- Küstenflug 1937, Juli 1937: Teilnahme von 5 Kl 35 des NSFK. Clausen/Mostler vom NSFK Hannover belegten mit der besten Kl 35 den Platz 8 bei 76 Teilnehmern
- IV. Internationales Flugtreffen in Dübendorf, Juli 1937, mit 4 Kl 35 bei 38 Teilnehmern in der Kategorie Sportflugzeuge. Den Platz 7 errang der Ungar von Buzay, den Rang 12 der Schwede Simonsson. Auf Platz 14 landete der Deutsche Sachsenberg und auf Rang 24 der Chefpilot von Klemm, Hellmut Kalkstein. Zwei weitere Kl 35 mit den Deutschen Dempewolf und Thomsen am Steuer nahmen an der gleichzeitig laufenden Internationalen Konkurrenz teil.
- Sternflug zur Weltausstellung in Paris, 30. Juli 1937: Sachsenberg beteiligte sich mit einer Klemm Kl 35 A
- Radundo del Littorio, August 1937: unter 76 Teilnehmern belegte die Besatzung Schmidt/Striebel mit einer Kl 35 A Platz 2 beim Luftrennen
- Deutsche Kunstflugmeisterschaft 1937, 16. August 1937: Kalkstein belegte Platz 5 hinter vier Bücker-Flugzeugen
- Wakefield Trophy, 28. August 1937: Clausen gewann mit einer Kl 35 A das Rennen über 320 km in Lympne
- Bataviaflug, November 1937: der Sportflieger Haerle absolvierte mit Kl 35 A, D-EDTY, einen Fernflug von Stuttgart über Indien nach Batavia in einer Rekordzeit von 12 Tagen.
- Luftrennen 1938 in Frankfurt, 29. Juli 1938: Helmer belegte mit einer Kl 35 A den 2. Platz
- Deutschlandflug 1938, Mai 1938: erstmals mit 8 Verbänden aus je drei Klemm Kl 35. Kein Verband konnte sich unter den 10 Erstplatzierten behaupten.
- FAI-Geschwindigkeits- und Höhenweltrekord, September 1938. Für den Rekordversuch mit einer dafür besonders hergerichteten und mit einem stärkeren Motor (HM 506 mit 160 PS (118 kW)) sowie mit Schwimmern ausgestatteten Maschine (WNr. 1138, D-ERLQ) konnte Hellmut Kalkstein am 11. und 12. September 1938 über dem Bodensee fünf Weltrekorde in der Klasse Wasserleichtflugzeuge mit Motoren bis 6,5 Liter Hubraum aufstellen. Einsitzig über 100 und über 1000 km mit 228,7 bzw. 227,7 km/h, sowie 7000 m Höhe und zweisitzig (zusammen mit Karl Voy, der später sein Nachfolger werden sollte) über 100 km mit ebenfalls 227,7 km/h und 5600 m Höhe. Am 18. Oktober folgte noch ein einsitzig geflogener Höhenrekord mit 8350 m Höhe
- Ostlandflug 1939, 20. Mai 1939: die Besatzung Goetz/Hinz belegte mit Kl 35 B den ersten Platz
- Nordostdeutscher Rundflug 1939, 10. Juni 1939: ohne Erfolg für die teilnehmenden Kl 35
- Westdeutscher Rundflug 1939, 23. Juni 1939: Zahn/Winter belegen mit Kl 35 B Platz 1, Wilberg/Hermann für das NSFK Frankfurt Platz 2
- Mitteldeutscher Rundflug 1939, 15. Juli 1939: Ferger/Schmidt belegten mit Kl 35 B Platz 2 hinter Fw 44
- Großer Preis der Federatia Aeronautica Regala a Romania, 27. September 1939: der Rumäne Abeles belegte mit Kl 35 B Platz 1, Stamatescu mit Kl 35 B folgte auf Platz 3

Mit dem Ausbruch des Zweiten Weltkriegs endeten im September 1939 die nationalen und internationalen Flugwettbewerbe. Die alljährlichen Deutschlandflüge fanden erstmals wieder 1956 statt. Auch bei den Nachkriegswettbewerben waren Klemm Kl 35 noch in den Teilnehmerlisten zu finden. Unter anderem wurde der deutsche Kunstflieger Josef Hössl mit WNr. 1956, D-EDUX, 1967 zunächst deutscher Vize-Kunstflugmeister und 1969 deutscher Kunstflugmeister.

## Verbleib

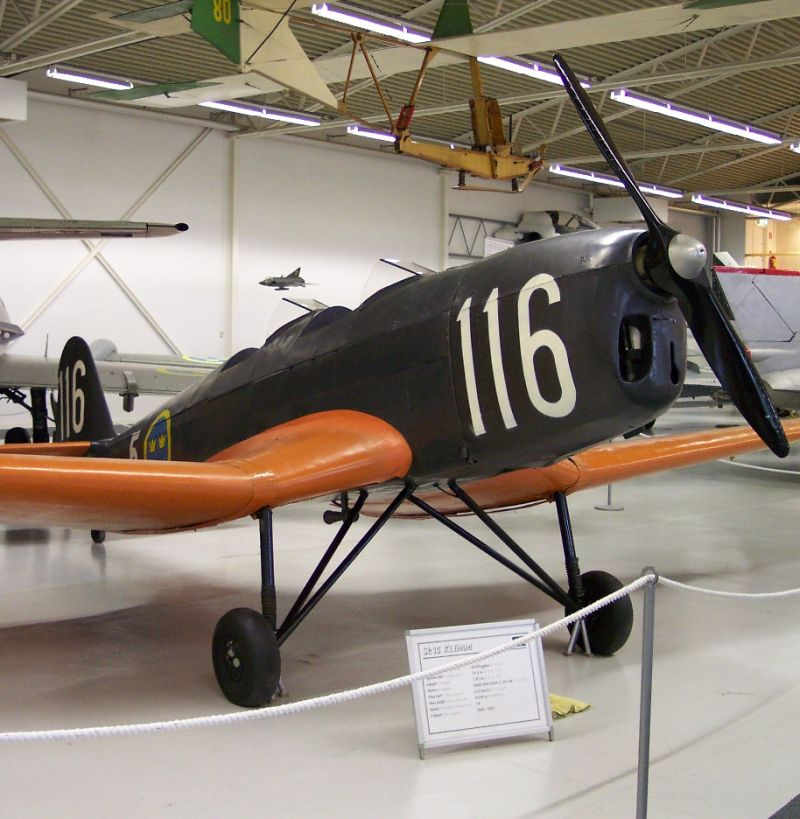
WNr. 1596, 5-116

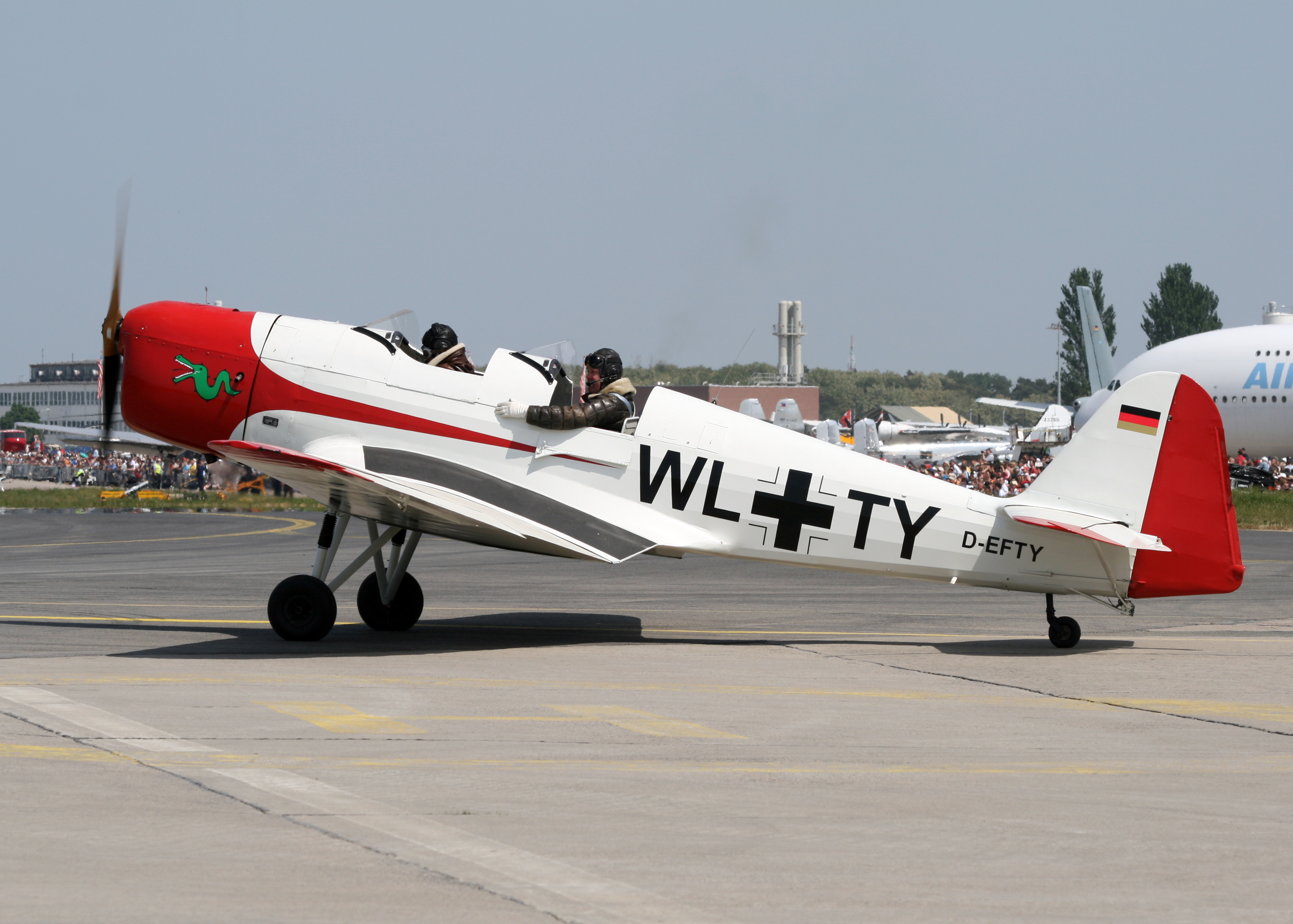
WNr. 1642, D-EFTY als "WL+TY" auf der ILA 2008

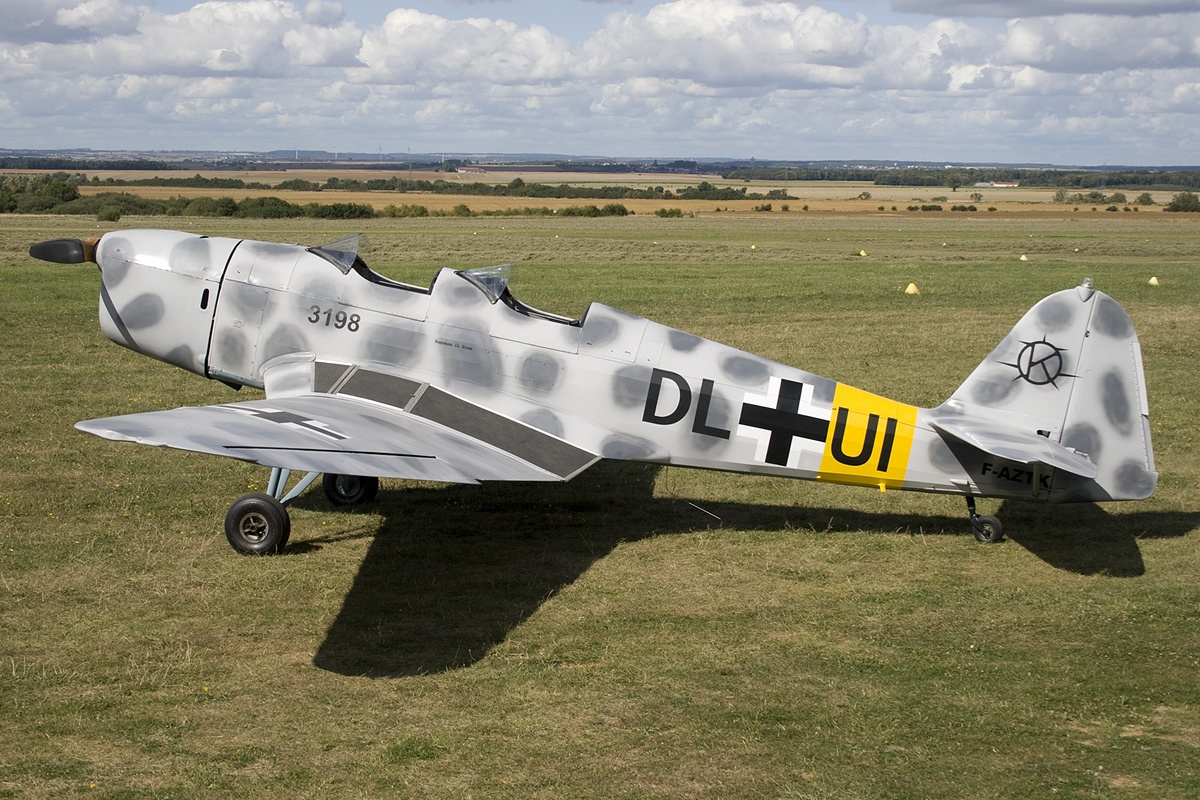
WNr. 1854, F-AZTK als "DL+UI"

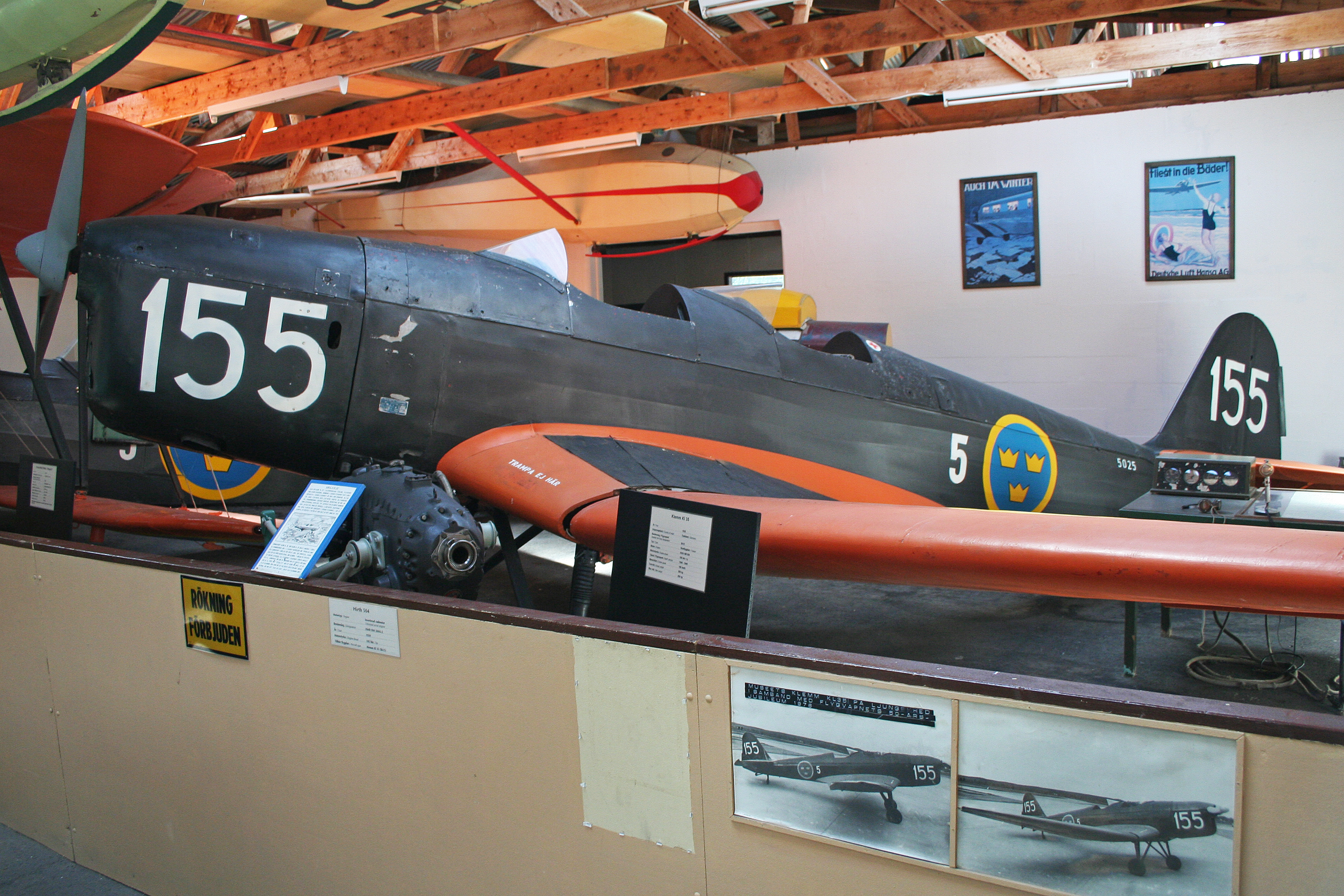
WNr. 1899, 5-155 im Svedino Museum

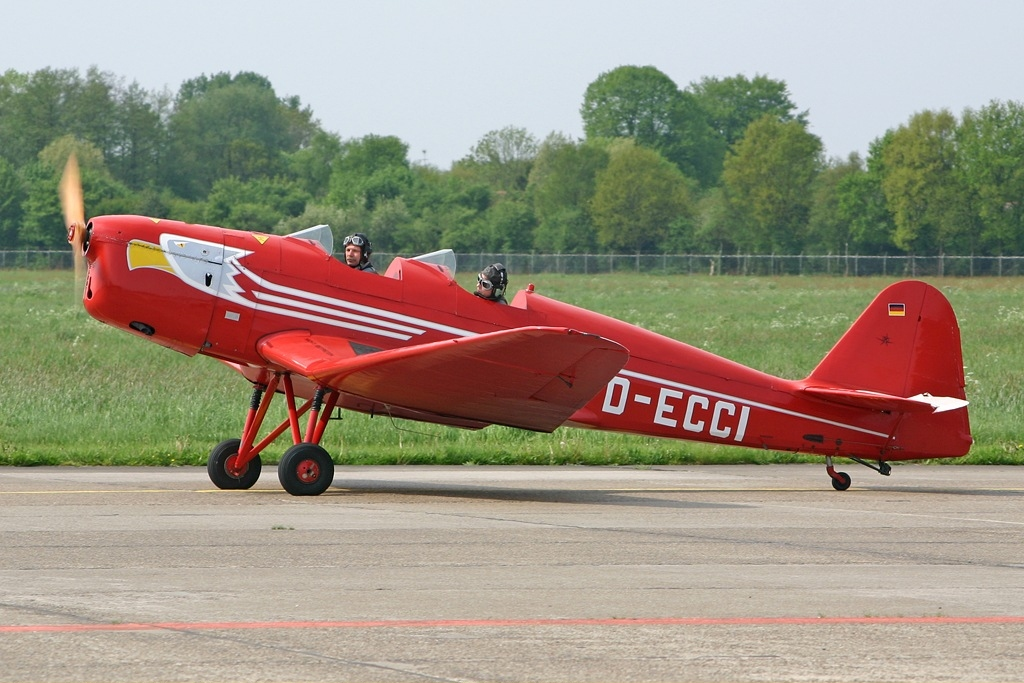
WNr. 1904, D-ECCI

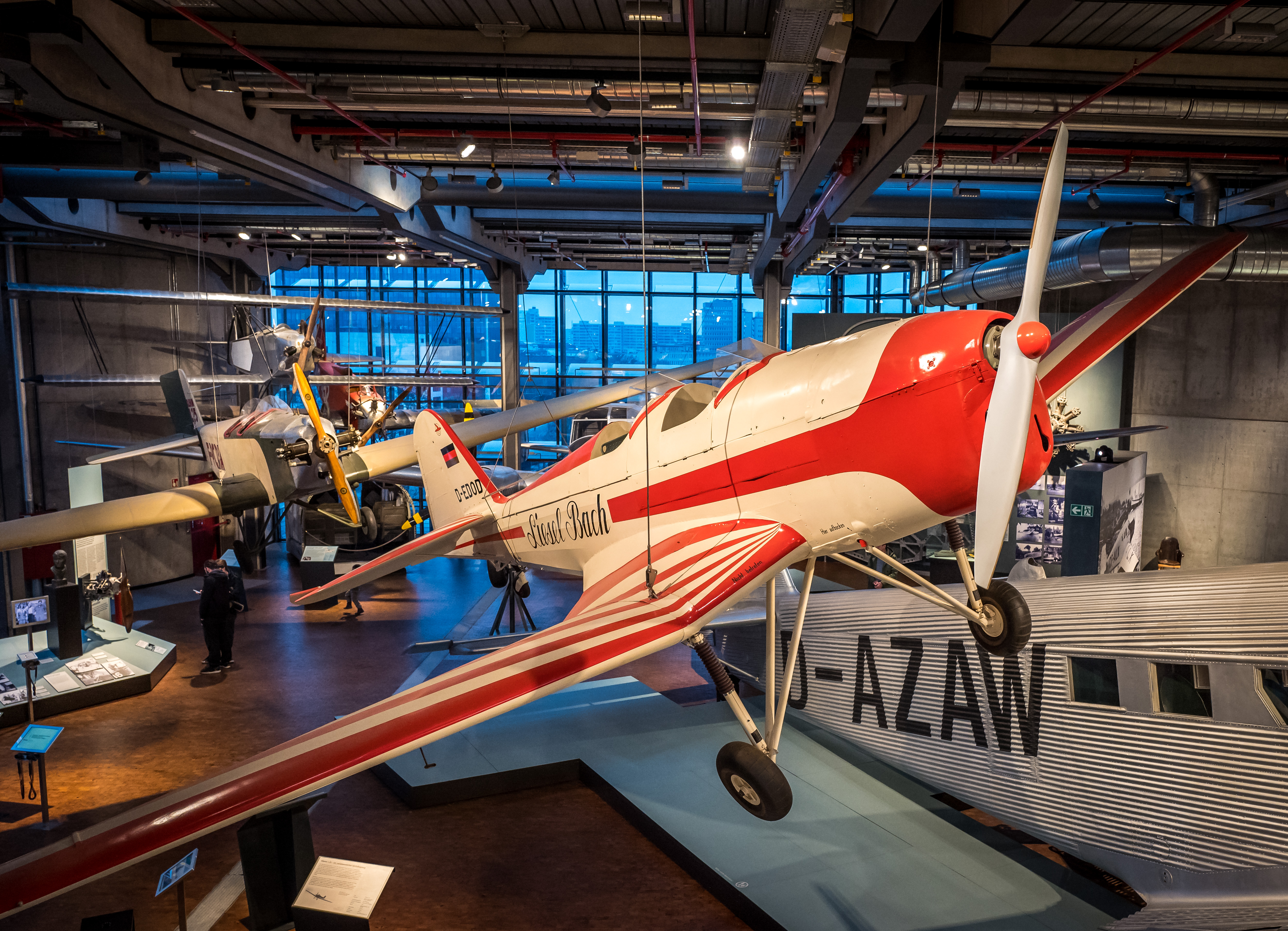
WNr. 1917, D-EQOD im Technikmuseum Berlin

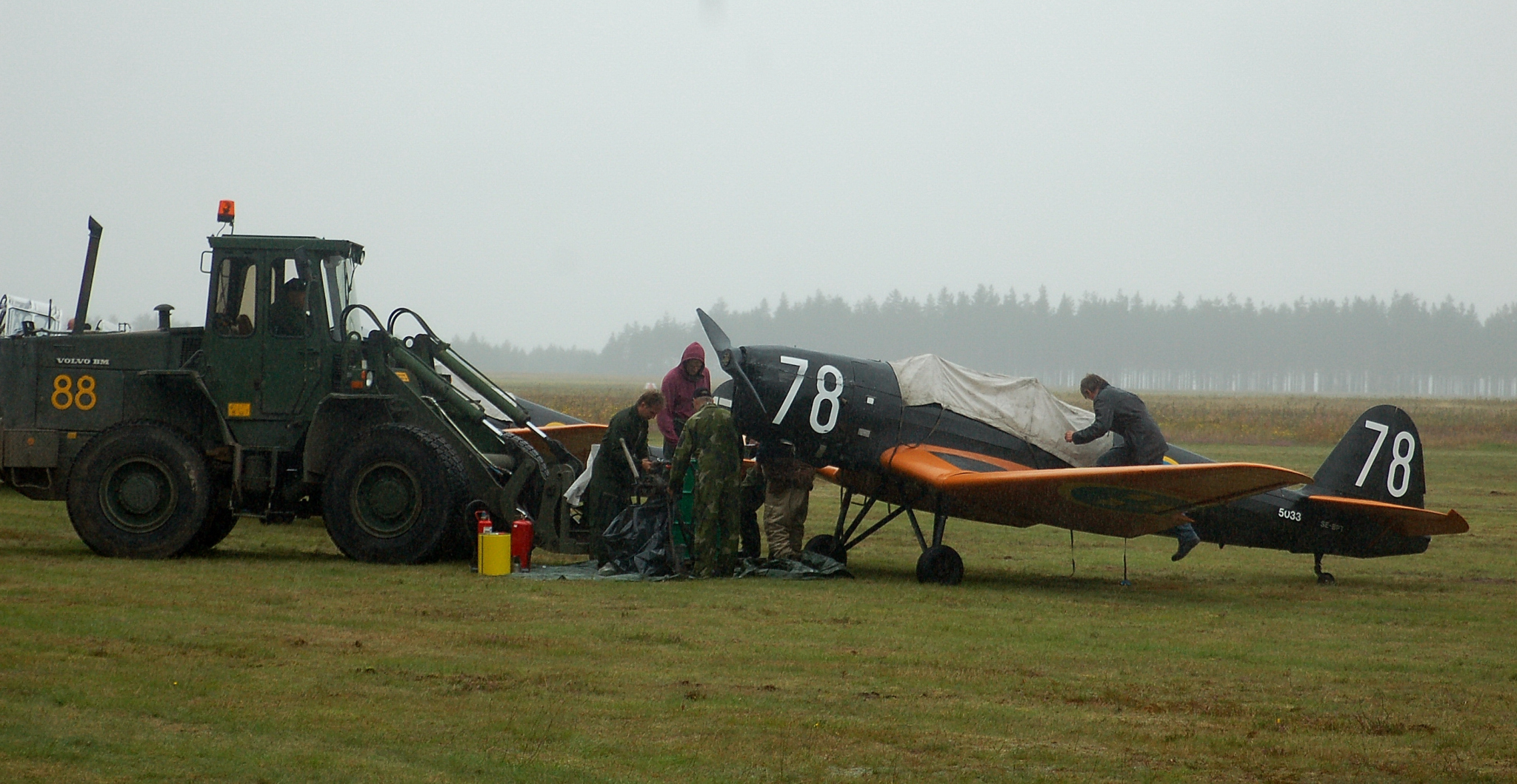
WNr. 1922, SE-BPT als SAF "8-78"

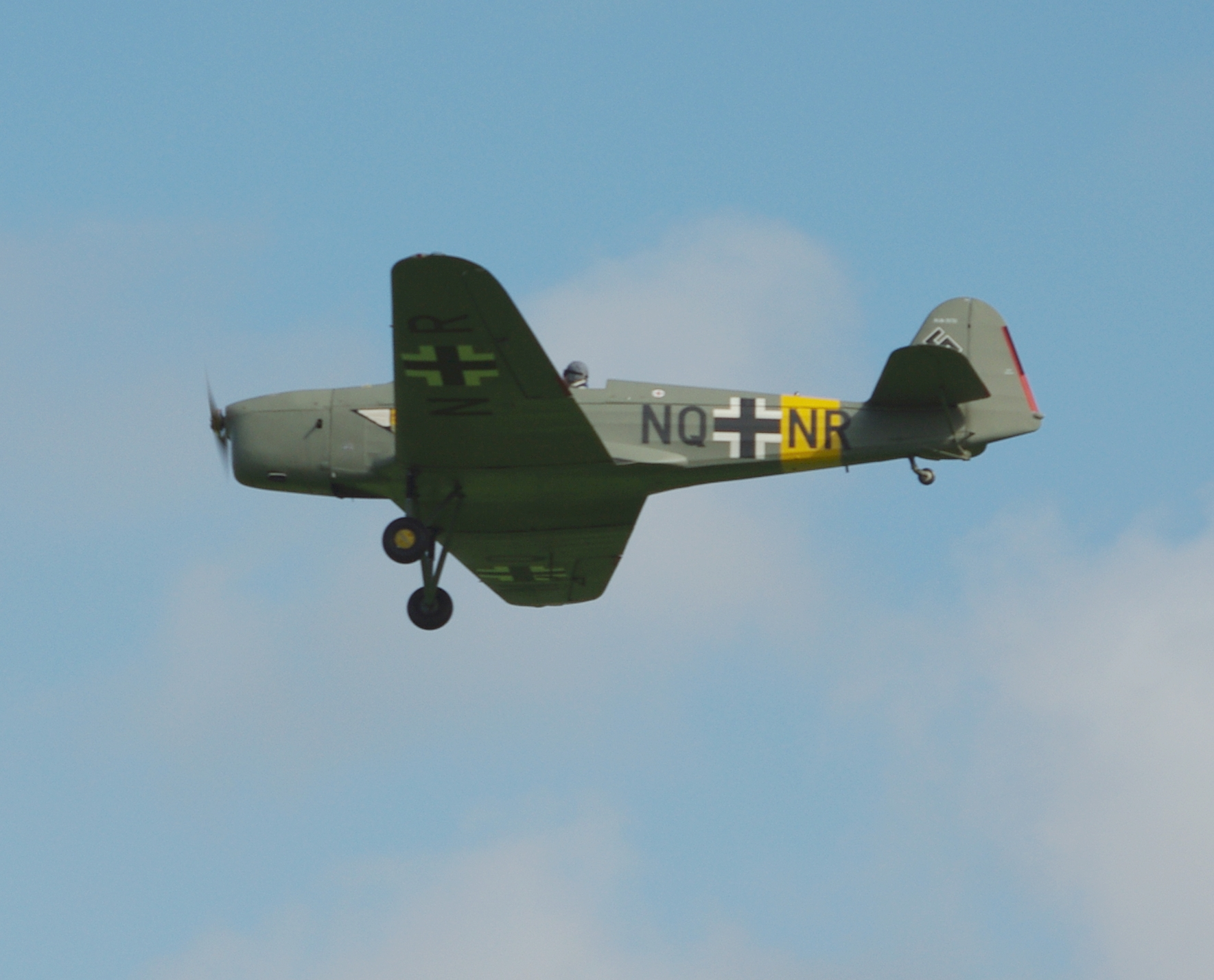
WNr. 1979, D-EQXD in Luftwaffenfarben als NQ+NR

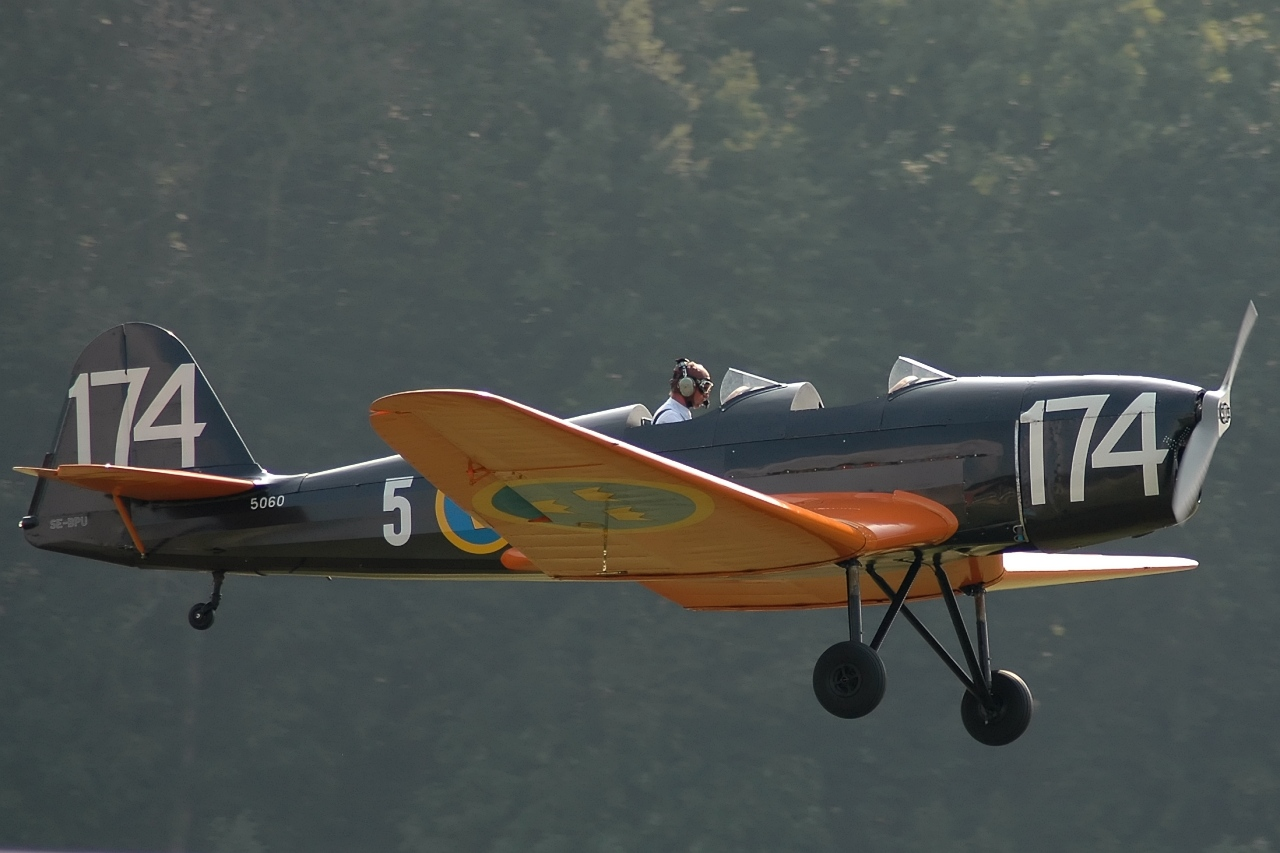
WNr. 2009, SE-BPU als 5-174

Von den Kl 35 der Luftwaffe existiert nur noch ein einziges Flugzeug. Wenn heute noch einige Flugzeuge in Museen zu finden sind oder sogar noch fliegen, ist das der Tatsache zu verdanken, dass die schwedische Flygvapnet noch während des Krieges und nach dem Zugang von Bü 181 ihre Kl 35 an Privatleute und Fliegerclubs verkauft hat. Bereits vor der Freigabe des Motorflugs in Westdeutschland kamen einige dieser Maschinen in die Schweiz, wo sie zum Teil durch deutsche Nutzer eingesetzt wurden. Nach der Freigabe des Motorflugs in Deutschland erwarb der frühere Klemm-Vertriebsleiter Sölve Skerving-Wester aus den schwedischen Kl-35-Beständen bis zu 24 Klemm Kl 35 und verkaufte diese an Hannsjürgen Klemm, dem Sohn von Hanns Klemm, der sich seit 1952 mit ehemaligen Angestellten der Klemmwerke um eine Wiederbelebung des Klemm-Flugzeugbaus bemühte. In Deutschland wurden die Klemm Kl 35 über die Klemm Technik GmbH verkauft. Die Klemm Kl 35 gehörte damit bereits im Mai 1955 zur Erstausstattung der bundesdeutschen Sportflieger. Nach ihrer Wiederzulassung nahmen einige an den Deutschlandflügen und an anderen Flugveranstaltungen teil. Ein Flugzeug fiel besonders auf. Es war das der bekannten Kunstfliegerin Liesel Bach, in das sie sich ebenfalls einen HM 506 hatte einbauen lassen und mit dem sie an so manchem Flugtag teilnahm. Es ist heute im Deutschen Technikmuseum Berlin ausgestellt.
Insgesamt existieren heute noch 23 Klemm Kl 35 aus ehemals schwedischen Luftwaffenbeständen sowie eine Klemm Kl 35, die den Krieg in Deutschland überstanden hat. Informationen zu den einzelnen Flugzeugen findet man im Buch von Paul Zöller.
Liste der noch existierenden Klemm Kl 35 (Juni 2021):
- WNr. 1596, SAF 5-116, ausgestellt im Jämtlands Flyg & Lottamuseum in Opland, Schweden in schwedischem Luftwaffen-Erscheinungsbild
- WNr. 1642, D-EFTY, flugfähig im Fliegenden Museum in Großenhain in einem luftwaffenähnlichen Erscheinungsbild als "WL+TY"
- WNr. 1783, SE-AKN, flugfähig in Privatbesitz in Stockholm im Erscheinungsbild der schwedischen Luftwaffe als "8-87"
- WNr. 1806, SE-BHG, ausgestellt im Technikmuseum in Malmö, Schweden in zivilem Erscheinungsbild
- WNr. 1810, D-EFUB, flugfähig in Privatbesitz in Schwabmünchen
- WNr. 1812, D-EFRI, flugfähige Instandsetzung auf dem Siegerlandflugplatz
- WNr. 1842, D-EMHN, flugfähig in Privatbesitz in Bad Wörishofen
- WNr. 1850, D-ERDW, flugfähig in Privatbesitz in Stendal (nach Instandsetzung ist das Flugzeug weitgehend neu aufgebaut worden)
- WNr. 1853, D-EFKL, flugfähig in Privatbesitz in Bruckmühl mit Fieseler-Fächer-Lackierung
- WNr. 1854, F-AZTK, flugfähig in Privatbesitz in Metz, Frankreich, in Luftwaffen-Erscheinungsbild als "DL+UI"
- WNr. 1899, SAF 5-155, ausgestellt im Svedinos Bil och Flygmuseum in Ugglarp, Schweden, in schwedischem Luftwaffen-Erscheinungsbild
- WNr. 1904, D-ECCI, flugfähig bei Egmond Vintage Wings in Hoogeveen, Niederlande
- WNr. 1916, D-EDEX, flugfähig in Kirchheim/Teck
- WNr. 1917, D-EDOD, ausgestellt im Technikmuseum in Berlin im Erscheinungsbild „Liesel Bach“ mit Fieseler-Fächer
- WNr. 1918, HB-UBK, flugfähige Instandsetzung in Appenzell, Schweiz, nach Unfall
- WNr. 1922, SE-BPT, flugfähig in Hatuna, Schweden, im Erscheinungsbild der schwedischen Luftwaffe als „8-78“
- WNr. 1959, D-ELOX, zur Zeit eingelagert bei Classic Flight Services in Aalen
- WNr. 1978, SE-BHF, ausgestellt im Luftfahrtmuseum Arlanda, Stockholm, Schweden, in zivilem Erscheinungsbild
- WNr. 1979, D-EQXD, flugfähig beim Quax Förderverein für hist. Fluggerät e. V. in Paderborn in Luftwaffen-Erscheinungsbild als „NQ+NR“
- WNr. 1981, D-EBUX, flugfähig in Eutingen in schwedischem Luftwaffen-Erscheinungsbild "5-182"
- WNr. 1983, SE-BGA, flugfähig in Privatbesitz auf dem Siegerlandflugplatz
- WNr. 2009, SE-BPU, flugfähig in Privatbesitz in Hatuna, Schweden, im Erscheinungsbild der schwedischen Luftwaffe „5-174“
- WNr. 2013, D-ECIC, flugfähig in Privatbesitz in Donauwörth
- WNr. 3171, D-EIIC, eingelagert vermutlich in Paderborn

## Varianten
- Klemm Kl 35 V – zwei Prototypen (WNr. 959, D-EHXE und WNr. 960, D-ERQA) von 1935
- Klemm Kl 35 0 – Nullserie, 6 Flugzeuge (WNr. 1008-1013) von 1935/36 mt Hirth HM 60R/2
- Klemm Kl 35 A – Serienmodell von 1936 mit Hirth HM 60R (etwa 80 zwischen 1936 und 1938)
- Klemm Kl 35 B – Serienmodell ab Anfang 1938 mit Hirth HM 504 (etwa 365 bei Klemm und 200 bei Fieseler zwischen 1937 und 1940)
- Klemm Kl 35 C – Ausführung in Teilschalenbauweise von 1937 mit Hirth HM 60R, 2 Prototypen und 8 × Nullserie, später Klemm Kl 106
- Klemm Kl 35 D – Serienmodell ab 1939 mit Hirth HM 504 A-2 (ca. 350 bei Klemm, 160 bei Fieseler und 330 bei Zlín zwischen 1940 und 1943)
- Klemm Kl 35 E – Weiterentwicklung mit Hirth HM 500 von 1939, nur 1 Prototyp aus Umbau Klemm Kl 35 B
- Klemm Kl 35-D160 Special – Modernisierungsumbau der Wolf Hirth GmbH von 1967, 2 Stück

Alle Serienvarianten waren mit diversen Zusatzoptionen erhältlich. Hierzu gehörten Kufen- und Schwimmerfahrwerk, Kabinenhauben, Schleppkupplungen.
Die schwedische Luftwaffe betrieb ihre Klemm Kl 35 mit der Schulflugzeugbezeichnung Sk 15:
- Klemm Sk 15A – Basis-Trainingsflugzeug (64 Stück)
- Klemm Sk 15B – Instrumententrainer mit Kabinenhaube (5 Stück)
- Klemm Sk 15C – Schwimmerflugzeug (5 Stück)[8]

## Technische Daten
| Kenngröße             | Kl 35 A                         | Kl 35 B                          | Kl 35 C / Kl 106 Teilschale        | Kl 35 D                             | Kl 35 E                          |
| --------------------- | ------------------------------- | -------------------------------- | ---------------------------------- | ----------------------------------- | -------------------------------- |
| Besatzung             | 1                               | 1                                | 1                                  | 1                                   | 1                                |
| Passagiere            | 1                               | 1                                | 1                                  | 1                                   | 1                                |
| Länge                 | 7,50 m                          | 7,50 m                           | 8,10 m                             | 7,35 m                              |                                  |
| Spannweite            | 10,40 m                         | 10,40 m                          | 11,20 m                            | 10,40 m                             |                                  |
| Höhe                  | 2,05 m                          | 2,05 m                           | 2,17 m                             | 2,05 m                              |                                  |
| Flügelfläche          | 15,20 m²                        | 15,20 m²                         | 18,00 m²                           | 15,20 m²                            |                                  |
| Flügelstreckung       | 7,13                            | 7,13                             |                                    | 7,1                                 |                                  |
| Leermasse             | 415 kg                          | 480 kg                           | 495 kg                             | 520 kg                              |                                  |
| max. Startmasse       | 705 kg                          | 750 kg                           | 780 kg                             | 780 kg                              |                                  |
| Reisegeschwindigkeit  | 180 km/h                        | 200 km/h                         | 180 km/h                           | 198 km/h (mit Einbeinfahrwerk)      |                                  |
| Höchstgeschwindigkeit | 200 km/h                        | 220 km/h                         | 192 km/h                           | 208 km/h (mit Einbeinfahrwerk)      |                                  |
| Sturzflug             |                                 |                                  |                                    | 340 km/h                            |                                  |
| Dienstgipfelhöhe      | 4300 m                          | 5100 m                           | 4700 m                             | 4600 m                              |                                  |
| Reichweite            | 800 km                          | 650 km                           | 780 km                             | 600 km                              |                                  |
| Triebwerk             | ein Hirth HM 60R, 80 PS (59 kW) | ein Hirth HM 504, 105 PS (77 kW) | ein Hirth HM 504A, 105 PS (77 kW)} | ein Hirth HM 504 A2, 105 PS (77 kW) | ein Hirth HM 500, 105 PS (77 kW) |